# 直接溶融炉
直接溶融炉（ちょくせつようゆうろ）は、大きく分けて4種類ある溶融炉の一つ。
一般廃棄物を処理する市町村など地方公共団体の経営する処理施設では、従来の処理方式であるストーカ方式に次ぐ導入実績があり、2005年12月現在、日本国内では38基が稼働している。

## 概要
ごみの乾燥、熱分解、溶融の過程全てを、一体型の炉内で行う方式で、熱源としてコークス等の燃料を使用する方式と、酸素を使用する方式がある。1,800℃程度の高温で、ごみを溶融し、その溶融物を水砕処理することで、砂状の無機物である溶融スラグと、金属類のメタルとになり、ともに資源としての活用が可能である。

## 利点
- 1,800℃程度の高温で燃焼させるため、ダイオキシンの発生量を抑えることができる
- 生成される溶融スラグは道路の路盤材などに、また金属類のメタルは重機のカウンターウェイトなどに活用することができる
- これまで埋め立て処分されていたプラスチック類も処理することができ、埋立地を延命できる
- 排熱を利用して発電を行うことができる

## 問題点
コークスなどの燃料が化石燃料に由来することから、他の溶融方式と比較し、温室効果ガスである二酸化炭素の排出量が多いとして問題視する意見がある。一方で、他の溶融方式に比べ排熱利用発電での売電能力が高いことから、施設で購入する電力を大幅に削減することができ、電力消費量を二酸化炭素排出量に換算し、トータルで比較した場合には、大きな差が無いとも言われている。